# Heraclèon (Egipte)
Heraclèon d'Egipte (Grec: Ἡράκλειον), també coneguda com a Tonis, era una ciutat de l'Antic Egipte situada a la la badia d'Abu Qir.
Fundada al segle xii aC i esmentada a les fonts antigues com a port cabdal per al comerç, va desaparèixer enfonsada a les aigües quan els monuments de la ciutat, edificats sobre un sòl porós d'argila, van superar amb el seu pes el màxim permès pel fang. La ciutat, doncs, va desaparèixer cap al segle iii per la liqüefacció del sòl. S'especula que un terratrèmol anterior hauria pogut afeblir prèviament els fonaments d'aquests edificis. El 2000, l'arqueòleg Franck Goddio va descobrir les restes d'Heracleion sota el mar, concretament en la badia d'Abu Quir, actualment a 2,5 kilòmetres de la costa i aproximadament a 30 metres sota l'aigua.